# Juan Miguel Echevarría
Juan Miguel Echevarría (Camagüey, 1998. augusztus 11. –) olimpiai ezüstérmes kubai távolugró atléta.

## Eredményei
Részt vett a 2017-es atlétikai világbajnokságon, ahol 7,86 m-es eredménnyel nem jutott a döntőbe.
A 2018-as fedett pályás atlétikai világbajnokságot 846 cm-es ugrással megnyerte. Egyéni legjobbja szabadtéren 8,68 m, amit 2018-ban Bad Langensalzaban ugrott; 8,46 m-es fedett pályás egyéni csúcsát 2018-ban, a birminghami fedett pályás atlétikai világbajnokságon érte el. 2018. június 10-én a stockholmi Gyémánt Liga versenyen 8,83 m-t ugrott +2.1 m/s-os szélben, így eredményét nem hitelesítették.

## Válogatott eredményei
| Esemény                                          | Versenyszám | Idő    | Helyezés |
| ------------------------------------------------ | ----------- | ------ | -------- |
| 2015-ös ifjúsági atlétikai világbajnokság        | távolugrás  | 7,69 m | 4. hely  |
| 2015-ös ifjúsági pánamerikai atlétika bajnokság  | távolugrás  | 7,76 m | Arany    |
| 2016-os ifjúsági U20-as atlétikai világbajnokság | távolugrás  | 7,78 m | 5. hely  |
| 2017-es atlétikai világbajnokság                 | távolugrás  | 7,86 m | 15. hely |
| 2018-as fedett pályás atlétikai világbajnokság   | távolugrás  | 8,46 m | Arany    |
| 2019-es pánamerikai atlétika bajnokság           | távolugrás  | 8,27 m | Arany    |
| 2019-es atlétikai világbajnokság                 | távolugrás  | 8,34 m | Bronz    |
| 2020-as olimpia                                  | távolugrás  | 8,41 m | Ezüst    |